# Electro-Motive Diesel
Electro-Motive Diesel Inc è la denominazione attuale di uno tra i più grandi costruttori ferroviari al mondo e maggior fornitore del mercato Nordamericano insieme alla rivale (e più grossa) GE Transportation. Dal 1930 e fino al 2005 è stata proprietà della General Motors con il nome General Motors Electro-Motive Division.

## Storia

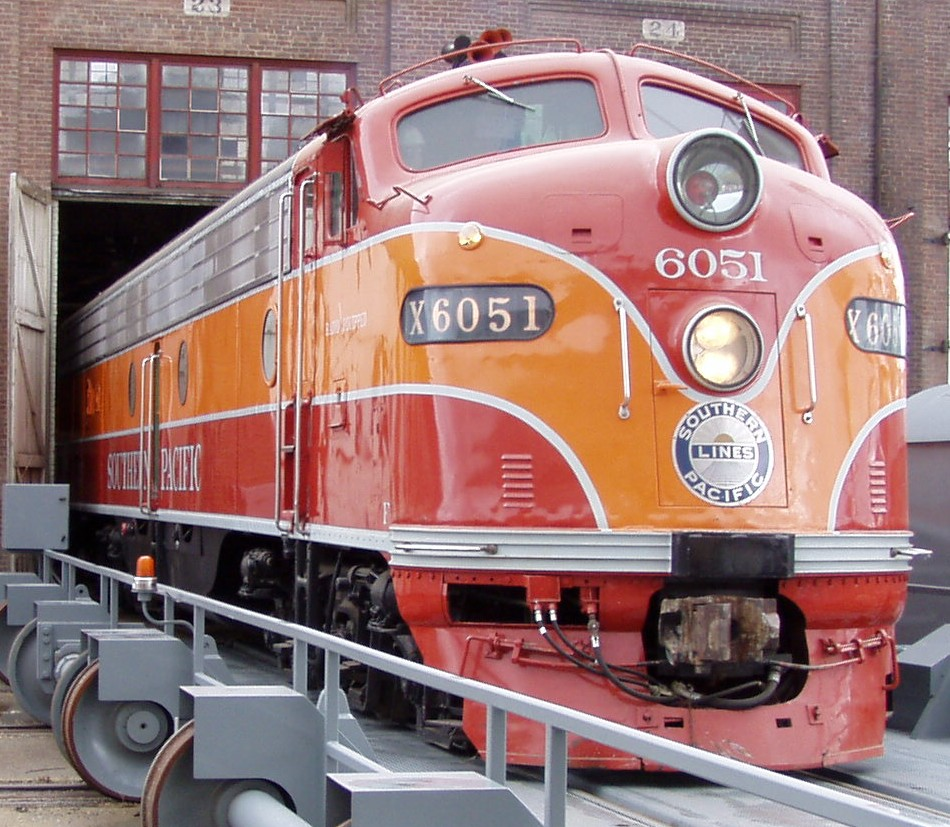
Un esemplare di E-9, nella livrea della SP, conservato a Sacramento. Notare il tipico muso delle locomotive diesel EMD dell'epoca.

### Gli inizi
La società nacque, nel 1922, come Electro-Motive Engineering Company ad opera di H. L. Hamilton e Paul Turner allo scopo di costruire e fornire rotabili ferroviari con motorizzazione diesel alle compagnie ferroviarie statunitensi Northern Pacific e Great Western. Nel 1925 cambiò la propria ragione sociale in Electro-Motive Corporation
Nel 1930 venne acquistata dalla General Motors e ribattezzata General Motors Electro-Motive Division ne divenne la divisione produttiva di prodotti ferroviari.
Dopo un inizio passato a costruire principalmente automotrici diesel, alla fine degli anni '30 la EMD sviluppò la macchina che le diede il successo e fama mondiale: la serie FT, destinata ai treni merci, e la serie E destinata ai convogli passeggeri. Il successo dei locomotori diesel negli Stati Uniti fu dovuto principalmente al fatto che questi avevano costi di esercizio assai inferiori alle locomotive a vapore. Soprattutto, per le compagnie che attraversavano i deserti e le Montagne Rocciose, il disporre di macchine motrici che non necessitavano di un rifornimento continuo di acqua (cosa necessaria per la trazione a vapore che ne richiede un consumo elevato e continuo) consentì di snellire di molto la catena di supporto al materiale di trazione (niente torri di rifornimento d'acqua).
Con le serie FT ed E, grazie anche al motore diesel a due tempi serie 567 (il nome deriva dalla cubatura: 567 pollici cubici per cilindro), che era disponibile in configurazioni a V6, V8, V12 e V16, la EMD si guadagnò subito una grossa fetta di mercato, a discapito dei tradizionali costruttori ferroviari statunitensi, ovvero American Locomotive Company, Baldwin e Lima. In particolare, la possibilità del comando multiplo delle macchine diesel rendeva queste praticamente adatte a qualsiasi tipo di servizio, poiché la potenza poteva essere incrementata semplicemente aggiungendo nuove unità. Di fatto, dalle prime FT, riconoscibili dal caratteristico muso "da bulldog" e immortalato in moltissimi film, si passò, a fine guerra alle unità tipo F2, F7 e F9, adatte al servizio merci, e alle versioni per treni passeggeri FP7 ed FP9. Inoltre la EMD vendette in Belgio, Norvegia, Danimarca e Ungheria macchine da esse derivate, adattate alle esigenze europee (sagoma limite inferiore e minor peso assiale). Tutti questi locomotori, come i seguenti, erano caratterizzati dalla trazione diesel-elettrica, in cui il motore termico serviva ad azionare un generatore di energia elettrica per i motori elettrici in corrente continua.

### Il Dopoguerra

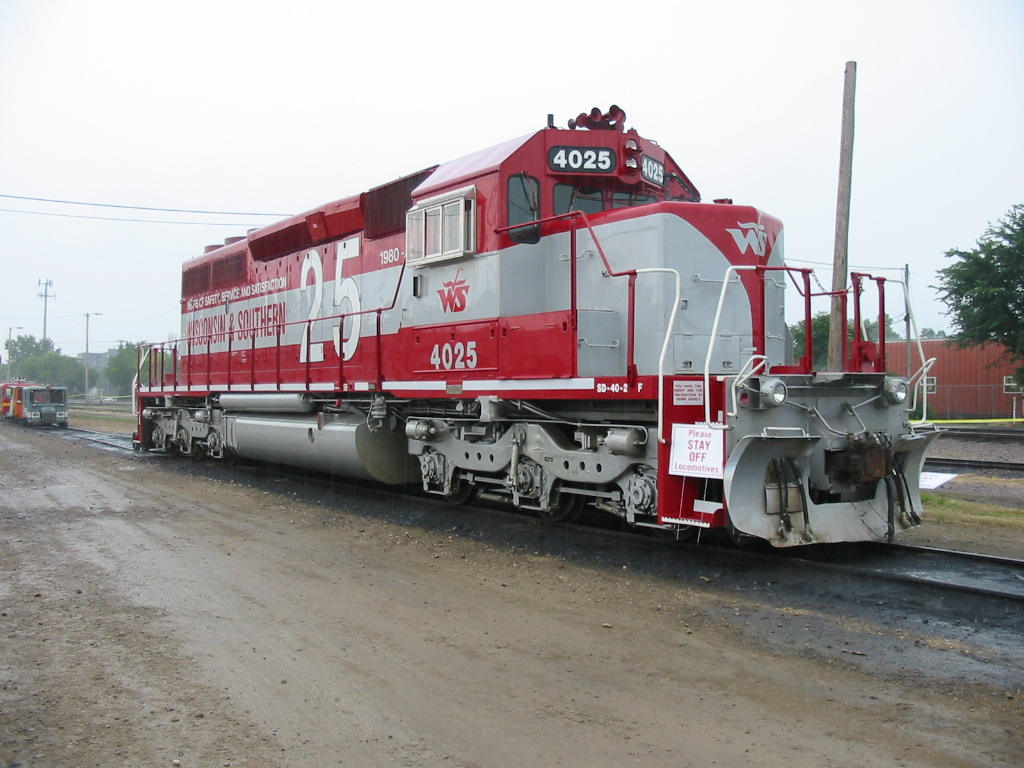
Una SD-40-2 nei colori della Wisconsin & Southern

Nel 1949 la EMD aprì una propria sussidiaria a London, nell'Ontario (Canada), mentre negli anni seguenti, per sostituire i modelli della serie F, iniziò la produzione del modello GP-7 (2610 esemplari venduti). Caratteristica di questa macchina, capostipite di una serie, era il fatto di somigliare ad un grosso locomotore da manovra, piuttosto che a un locomotore per servizi di linea. Al modello GP-7 fecero seguito versioni derivate dotate di motorizzazioni adattate alle esigenze delle varie compagnie ferroviarie. Allo stesso modo, pure il rodiggio cambiò. Generalmente la EMD classifica le macchine a due assi per carrello (Bo'-Bo') con il suffisso GP (General Purpose - impiego generale), mentre le macchine a sei assi (tre per carrello, Co'-Co') con il suffisso SD (Special Duty).
Allo stesso tempo la EMD migliorava le prestazioni del suo motore 567, per poi passare nel 1966 al nuovo modello 645, disponibile anche sovralimentato. La versione V16 sovralimentata disponeva di 2,7 MW (circa 3500 hp).
Negli anni cinquanta, eliminata la concorrenza delle rivali Alco, Baldwin e Lima, sulla scena dei costruttori Nordamericani apparve la General Electric Transportation, che di fatto divenne la grande e unica rivale della EMD.

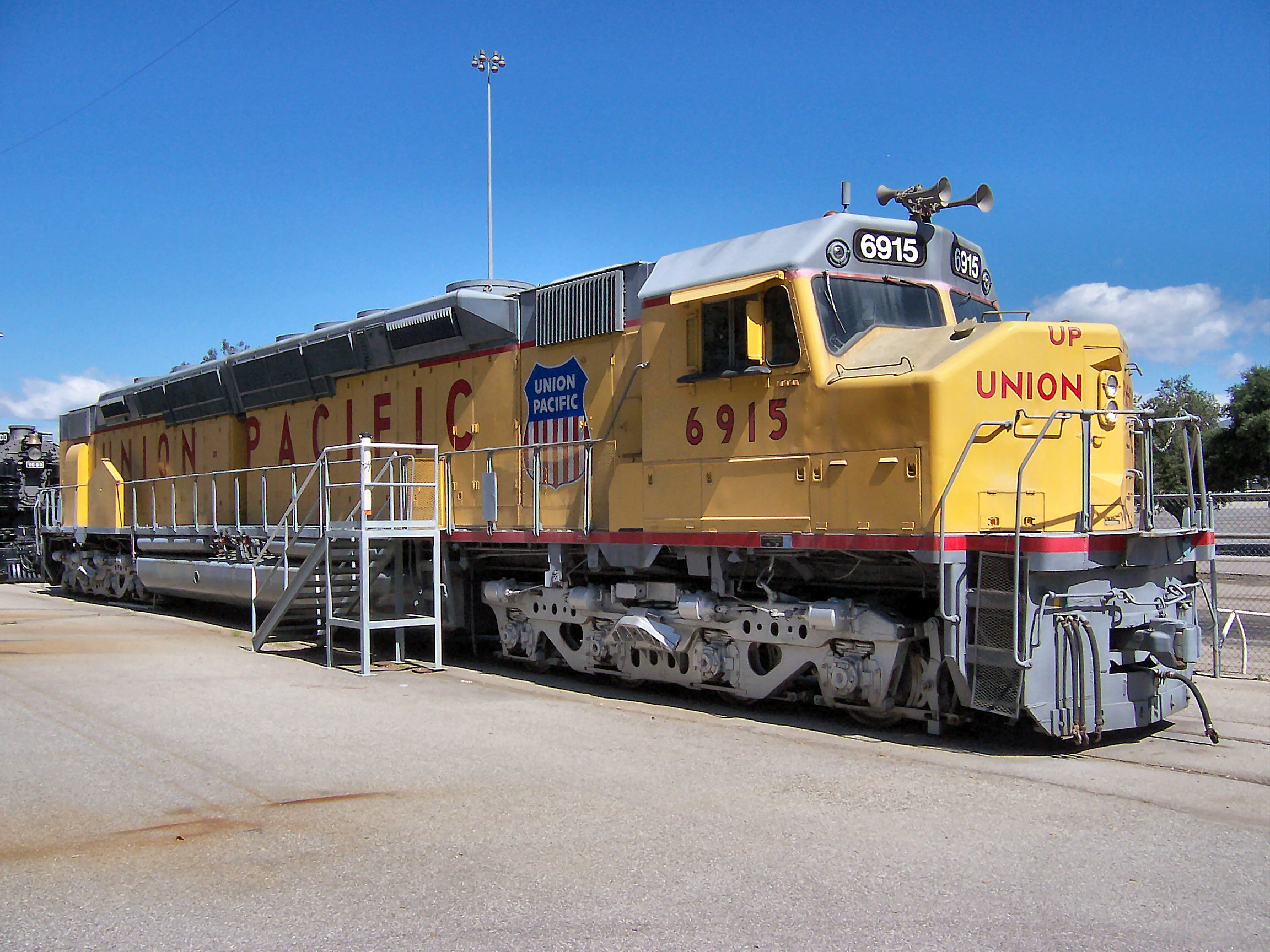
Immagine di una DDA40X

Per consolidare la sua posizione di azienda leader nel settore ferroviario, la EMD introdusse nel 1960 le fortunate serie SD-40 ed SD-45, quest'ultima equipaggiata con un motore V20 della serie 645E3 che forniva 2,7 MW. L'aspetto esteriore di queste macchine era contraddistinto dalle due passerelle ai lati del corpo centrale, contenente il singolo motore diesel, con la cabina di guida ad una sola estremità. Questo per facilitare la manutenzione. Talvolta le unità motrici, sempre accoppiabili in comando multiplo, erano prive di cabina, poiché fungevano da sola unità propulsiva aggiunta.
Nel 1969, su richiesta della Union Pacific, la EMD produceva 47 DDA40X, macchine con otto assi, di fatto una macchina GP doppia. Dotate di ben 4,9 MW, rimangono a tutt'oggi le più potenti diesel mai costruite. La scarsa flessibilità tuttavia ne sancì una rapida fine.
Tre anni dopo, nel 1972, la EMD sviluppò la SD40-2, che divenne la serie di maggior successo, con ben 3945 macchine costruite, 5752 contando anche la versione precedente SD40.
Nel 1984 la EMD introdusse il nuovo motore gruppo 710, che tuttora equipaggia i suoi locomotori diesel.

### Gli ultimi anni

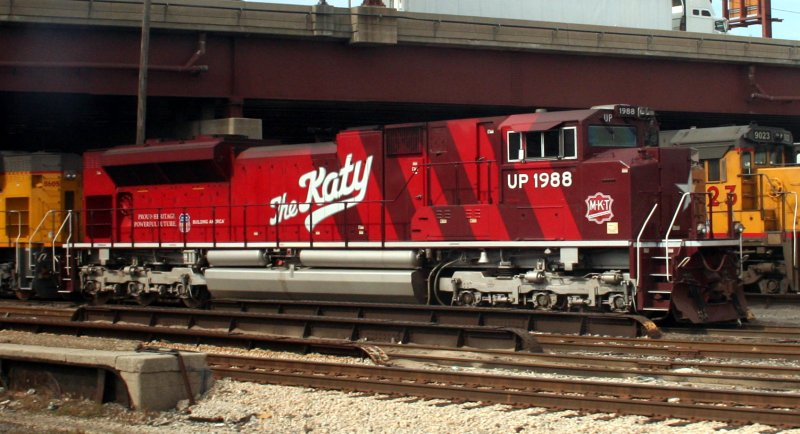
Una SD-70M-2 in livrea speciale della UP.

Nel 1992 venne introdotta la nuova SD-70, che nelle versioni aggiornate, è ancora in produzione, disponibile sia con motori elettrici di trazione a corrente continua, sia a corrente alternata. Meno successo hanno avuto le SD-80, dotate di motore a 20 cilindri, e le successive SD-90MAC, con un motore 16 cilindri da ben 4,5 MW: le compagnie ferroviarie nordamericane preferiscono macchine meno potenti ma più flessibili. Difatti, quando collegate in comando multiplo, è meglio avere più locomotori di minor potenza piuttosto che pochi di maggior potenza, in modo che un guasto ad un'unità propulsiva incida meno sulle prestazioni del convoglio.
La concorrenza della General Electric si è fatta sentire, specie quando quest'ultima ha introdotto la serie Dash-9 e derivati, al punto che nel 2005 si vociferava la vendita del settore ferroviario da parte della General Motors.
La EMD punta sulle macchine serie SD-70M-2 e sulla successiva SD-70 ACe, disponibili anche con assi sterzanti nei carrelli e nuove motorizzazioni. Oltre che al mercato nordamericano, la EMD ha in catalogo modelli adatti alle ferrovie europee, grazie alle quali, specie alle nuove compagnie private, spera di bissare il successo della allora F7. La SD-70 ACe ha ricevuto significativi ordini dalle due grandi compagnie del West, la BNSF Railway e la Union Pacific Railroad.
La sua denominazione attuale è quella di Electro-Motive Diesel Inc.